# Strumigenys xenohyla
Strumigenys xenohyla är en myrart som beskrevs av Bolton 1983. Strumigenys xenohyla ingår i släktet Strumigenys och familjen myror. Inga underarter finns listade i Catalogue of Life.